# Ferenc Rákosi
Ferenc Rákosi (30 novembre 1920 – 13 dicembre 2010) è stato un calciatore ungherese, di ruolo centrocampista.

## Carriera

### Nazionale
Ha collezionato 2 presenze con la maglia della Nazionale.